# Дјолагвардија (Форли-Чезена)
Дјолагвардија (итал. Diolaguardia) је насеље у Италији у округу Форли-Чезена, региону Емилија-Ромања.
Према процени из 2011. у насељу је живело 132 становника. Насеље се налази на надморској висини од 342 м.